# Morpho assarpai
Morpho assarpai är en fjärilsart som beskrevs av Johannes Karl Max Röber 1903. Morpho assarpai ingår i släktet Morpho och familjen praktfjärilar. Inga underarter finns listade i Catalogue of Life.